# Policeman (canción de Eva Simons)
«Policeman» es un sencillo de la cantante Eva Simons, en colaboración con el artista de dancehall Konshens. La canción fue producida por Sidney Samson y lanzada en formato digital en Soundcloud el 10 de abril de 2015. El 6 de noviembre de 2015 fue lanzado el remix oficial con Faydee. El 17 de mayo Sidney Samson lanzó un remix de Dutch house junto a Gwise para descarga gratuita.

## Video musical
El video musical fue dirigido por Rigel Kilston, e interpretado por Eva Simons y algunos bailarines. Fue lanzado el 12 de mayo de 2015 a los Clipper's sounds channel, mientras que el video lyrics había sido subido el mismo día.

## Lista de canciones
| Descarga digital |                            |          |  |
| N.º              | Título                     | Duración |  |
| 1.               | «Policeman» (Solo Version) | 3:14     |  |

| Versión extendida |                            |          |  |
| N.º               | Título                     | Duración |  |
| 1.                | «Policeman» (Original Mix) | 4:09     |  |

## Listas semanales
| Lista (2015)                          | Mejor posición |
| ------------------------------------- | -------------- |
| Austria (Ö3 Austria Top 40)           | 60             |
| Bélgica (Flandes) (Ultratop 50)       | 5              |
| Bélgica (Valonia) (Ultratop 50)       | 9              |
| España (Top 100 Canciones)            | 90             |
| Francia (SNEP)                        | 12             |
| Israel (Media Forest)                 | 1              |
| Alemania (Offizielle Deutsche Charts) | 49             |
| Países Bajos (Mega Single Top 100)    | 7              |
| Países Bajos (Dutch Top 40)           | 10             |